# Michelle Halbheer
Michelle Halbheer (* 14. Mai 1985) ist eine Schweizer Autorin und Sängerin, die durch ihre Teilnahme an der vierten Staffel von MusicStar im Schweizer Fernsehen bekannt wurde.

## Leben
Als Michelle fünf Jahre alt war, wurde ihre suchtkranke Mutter rückfällig und konsumierte erst am Zürcher Platzspitz und später im Letten Heroin. 

Halbheer nahm 2008/2009 an der vierten Staffel der Castingshow MusicStar teil, bei der sie zehnte von zwölf Teilnehmenden wurde. 
Im November 2013 veröffentlichte sie mit der Autorin und Ghostwriterin Franziska K. Müller die Autobiografie Platzspitzbaby – Meine Mutter, ihre Drogen und ich. Darin beschreibt sie, wie sie nach der Scheidung ihrer Eltern bei ihrer drogenabhängigen Mutter aufwuchs. Das Buch erreichte im Dezember 2013 Platz 1 der Schweizer Bestsellerliste Sachbuch. Auf Halbheers Autobiografie beruht der Film Platzspitzbaby von Pierre Monnard, der 2020 in die Kinos kam. Die Rolle der Mutter spielt Sarah Spale, ihre Tochter wird von Luna Mwezi dargestellt.
2020 gründete Halbheer in Winterthur den Verein Löwenzahnkinder, der Familienangehörigen von Suchtkranken helfen will.

## Werke
- Platzspitzbaby – Meine Mutter, ihre Drogen und ich. Wörterseh Verlag, Gockhausen 2013, ISBN 978-3-03763-035-8.